# Cyclosorus rigidus
Cyclosorus rigidus là một loài thực vật có mạch trong họ Thelypteridaceae. Loài này được (Ridl.) Copel. mô tả khoa học đầu tiên năm 1949.